# 喜八家本家 三福庵
喜八家本家 三福庵（さんぷくあん）は、大阪府豊中市に本社を置く、業務用焼肉のたれ専門の卸売販売メーカー。

## 沿革
- 1995年 - 焼肉のたれ製造販売として創業。
- 2000年 - コンクール受賞
- 2009年 - 大阪食博覧会出展

## 主要取引商品
- 甘口つけだれ「弁天」（べんてん）
- 伝統製法「吉兆赤富士」（きっちょうあかふじ）もみだれ
- 濃厚とろみゆっけだれ三禄（さんろく）
- 和牛用もみだれ高峰（たかみね）